# Entreaigües
Entreaigües és una muntanya de 1.030 metres que es troba al municipi de Borredà, a la comarca catalana del Berguedà.